# Der Schneemann
Pour plus de détails, voir Fiche technique et Distribution.
Der Schneemann (Le Bonhomme de neige) est un court métrage animé allemand réalisé par Hans Fischerkoesen en 1944.
Produit en 1944 sous le régime nazi, le film a été créé à Potsdam, près des studios UFA de Neubabelsberg. Il raconte l'histoire d'un bonhomme de neige qui rêve de découvrir l'été. Bien que très mal diffusé on en trouve des copies sur les sites spécialisées dans le téléchargement de vidéo. Un nombre limité de copies au format super-8 est également en circulation.

## Fiche technique
- Scénario : Horst von Möllendorf
- Date de sortie : 1944 (certaines sources mentionnent 1943)
- Durée : 13 minutes et 20 secondes
- Pays :  Reich allemand
- Langue : allemand (le film est essentiellement musical, seule une brève chanson en allemand apparaît à la onzième minute)

## Synopsis
La neige qui tombe forme un cœur sur le bonhomme de neige. Ce dernier prend vie. Il joue en jonglant avec des boules de neige. Un chien apparaît et essaie de le mordre. Après une course poursuite le bonhomme de neige assomme le chien.
Le bonhomme de neige improvise des patins avec deux glaçons et glisse sur l'étang glacé. La glace se rompt et le bonhomme de neige tombe dans l'eau ce qui le fait fondre en grande partie. Parvenant à s'extraire le bonhomme de neige - très amaigri - se laisse rouler au bas de la colline et reprend des formes. Coupée par un arbre la tête est remise en place en inversant le ventre et la tête. Un sapin impertinent rit de la scène et se fait remettre en place par un corbeau.
Très fatigué, le bonhomme de neige tente de se reposer en s'allongeant sous la pleine lune. Un lapin essaie de lui voler la carotte qui lui sert de nez. Le bonhomme de neige se redresse alors et tourne autour d'une maison. Il y entre. Le vent fait claquer la porte. Il allume la lumière puis essaie le canapé. Effrayé, le chat qui s'y reposait fuit. Le bonhomme de neige remarque alors un calendrier. Il consulte les images et tombe en admiration devant les deux tournesols qui illustrent la page de juillet. Le bonhomme de neige désire voir l'été. Il va se cacher dans un congélateur.
Pendant ce temps, alors que le bonhomme de neige somnole dans le congélateur, on voit la neige fondre, les perce-neige et les crocus apparaître. On voit les bougeons s'ouvrir et après la pluie, l'arc en ciel apparaît.
Lorsque juillet est là, l'oiseau sort de la pendule et va réveiller le bonhomme de neige. Les fesses de ce dernier sont collées dans le congélateur. Il ouvre alors la porte et descend le thermostat de 1 à 1/2 puis il attend un peu. Il quitte le congélateur et va voir l'été à travers la fenêtre. Ce qu'il voit est presque conforme à l'image du calendrier; les deux tournesols doivent adapter leur position. Très heureux il sort de la maison et apprécie l'été en respirant le parfum des fleurs. Il met une fleur rouge à sa boutonnière. Dans cette dernière se trouve une coccinelle. D'abord surprise par le froid, elle utilise deux brindilles du balai du bonhomme de neige et en fait des skis. Elle skie alors en plein été sur le bonhomme de neige qui se roule dans les prés. Il se dirige ensuite vers un champ de blé où coquelicots et bleuets apportent une note de couleur.
D'humeur farceuse, le bonhomme de neige trompe une poule en ajoutant un faux œuf en neige au milieu de ceux qu'elle couve puis il va taquiner les vaches qui sont bien surprises par le froid.
La chaleur du soleil fait fondre le bonhomme de neige. Il commence une brève chanson en allemand : "Da ist der Sommer meines Lebens, wie schön bist du im Blütenzeit... (ceci est l'été de ma vie, que tu es beau au temps des fleurs...) avant de fondre complètement.
Le lapin de la scène précédente apparaît alors suivi de ses enfants. Ces derniers investissent le chapeau du bonhomme de neige alors que le lapin adulte ramasse la carotte.

## Contexte
Ce film sort peu avant la défaite allemande dans un contexte où Allemagne et États-Unis tentent chacun de leur côté de montrer qu'ils sont les meilleurs. Au niveau technique les États-Unis utilisent le procédé technicolor qui donne des couleurs éclatantes mais utilise une technique complexe : au tournage il faut trois pellicules. Les Allemands de leur côté mettent en œuvre le film agfacolor qui donne des couleurs peu saturées et un contraste doux mais est très facile à mettre en œuvre puisqu'il s'agit d'un film couleur inversible. Au niveau propagande ce film montre une Allemagne parfaite : dans le village les maisons sont bien alignées, la villa est cossue, le bonhomme de neige est gras et repus, la variété botanique est importante. Sur le plan de la réalisation la durée des scènes frise la perfection, un important travail est consacré aux ombres et lors de la scène où le bonhomme de neige glisse autour de la maison l'effet en 3D est impressionnant particulièrement si l'on considère qu’à l'époque tout se faisait à la main.